# Doug Aitken
Pour les articles homonymes, voir Aitken.
Doug Aitken est un artiste multimédia américain né en 1968 à Redondo Beach (Californie). Il a remporté en 1999 le Prix international à la Biennale de Venise pour son œuvre Electric Earth. Ses installations sont immersives et de grande ampleur, par exemple Sleepwalkers (2007) au MoMa.